# Angraecum multiflorum
Angraecum multiflorum är en orkidéart som beskrevs av Louis Marie Aubert Du Petit-Thouars. Angraecum multiflorum ingår i släktet Angraecum och familjen orkidéer. Inga underarter finns listade i Catalogue of Life.